# Пирог (пьеса)
«Пиро́г» — комическая пьеса в одно действие, написанная И. А. Крыловым в 1799—1801 годах в усадьбе Голицыных в Казацком. Копия рукописи без поправок сохранена в Петербургской Театральной библиотеке им. Луначарского. Впервые была издана в сборнике статей в 1869 году.

## Сюжет
В комедии «Пирог», как и в других пьесах, Крылов использует говорящие имена персонажей, которые сообщают читателю об их чертах характера. Интересно то, что автор использует такие имена только для персонажей дворянского происхождения. Глава семейства Вспышкин, очевидно, является импульсивным человеком, его жена Ужима ведёт себя театрально и наиграно, дочь Прелеста и её возлюбленный Милон — прелестные и милые молодые люди, жених Прелесты Фатюев — простофиля, от просторечного «фатюй». Все имена героев будет оправданы по ходу развития сюжета.
Весь сюжет закручивается вокруг прекрасного пирога с начинкой из перепёлок, который Фатюев передаёт семье своей невесты через своего слугу Ваньку с приглашением на завтрак. Ванька встречает служанку дома Вспышкиных Дашу, которая обучает его, как попробовать пирог так, чтобы хозяева не заметили. Так за разговором двое слуг съедают всю начинку пирога, потому к господам пирог попадает без начинки. Раскрывается, что пирог без начинки, лишь когда в руки Вспышкина попадает письмо, в котором написано, что Фатюев уехал к некой княжне Снафидиной. Не дочитав письмо до конца, Вспышкин расценивает всё это, как разрыв помолвки и оскорбление. Он тут же благословляет дочь на брак с Милоном, которого Прелеста давно любит. Хотя до этого глава семейства на этот брак не соглашался, как бы его не упрашивали. Когда Фатюев попадает к Вспышкиным, тогда раскрывается весь обман слуг, но свадьба уже состоялась и обратного пути нет.
Крылов выстраивает комичность сюжета не только на говорящих именах, но и на приёмах недоразумения, путаницы и контрастах:
```
Фатюев
: ...Если бы ты мог чувствовать, какое у меня пламенное воображение!
Ванька
: Ах, сударь, вся спина моя горит
[
5
]
.
```

Сентиментальность пьесы, которую можно наблюдать в начале и конце произведения, своей показной эмоциональностью прикрывает двуличие и лживость.

## Постановки
Пьеса «Пирог» была разыграна в домашних театрах Голицыных и А. Н. Оленина. Крылов сам принимал участие в домашних постановках. Эта комедия стала первой пьесой автора, поставленной на большой сцене; это произошло 20 июля 1802 года. К 100-летней годовщине смерти писателя 21 ноября 1944 года комедия «Пирог» была поставлена в Академическом театре драмы им. Пушкина в Ленинграде.